# Терсхеллинг
Терсхеллинг (нидерл. Terschelling, з.-фриз. Skylge) — остров в Нидерландах, входящий в группу Западно-Фризских островов. Административно остров является общиной, входящей в состав провинции Фрисландия.
Главный источник доходов острова — туризм.
На остров можно попасть на пароме, который ходит с материкового города Харлинген.

## Географические данные
Площадь острова: 88,1 км².
Население: 4807 человек (2013).
Остров имеет дюнное происхождение и является естественным барьером между Северным и Ваттовым морями. Остров находится в приливно-отливной зоне Северного моря. Перепад уровня воды составляет от 2 до 3 метров. За счёт отливов и небольшой глубины заливом Ваддензе обнажаются большие площади ваттов.
Остров известен тем, что только здесь из всех Фризских островов растет клюква. Часть острова превращена в заповедник.

## Язык
На Терсхеллинге присутствуют два западнофризских диалекта: вестерский, на котором говорят на западной оконечности острова, и астерский, на котором говорят в восточной части. Оба диалекта немного отличаются от континентальных диалектов, но остаются хорошо взаимнопонятными со всеми другими западнофризскими диалектами. Между этими двумя областями диалектов есть область, состоящая из деревни Мидсланд с прилегающей территорией, где говорят на мидсландском, диалекте, похожем на городской фризский диалект.

## Достопримечательности
Фестиваль «Oerol» — ежегодный театральный фестиваль. Сцены играются на природе.

## Знаменитые горожане
Виллем Баренц — родился на острове Терсхеллинг в 1550 году.

## Галерея

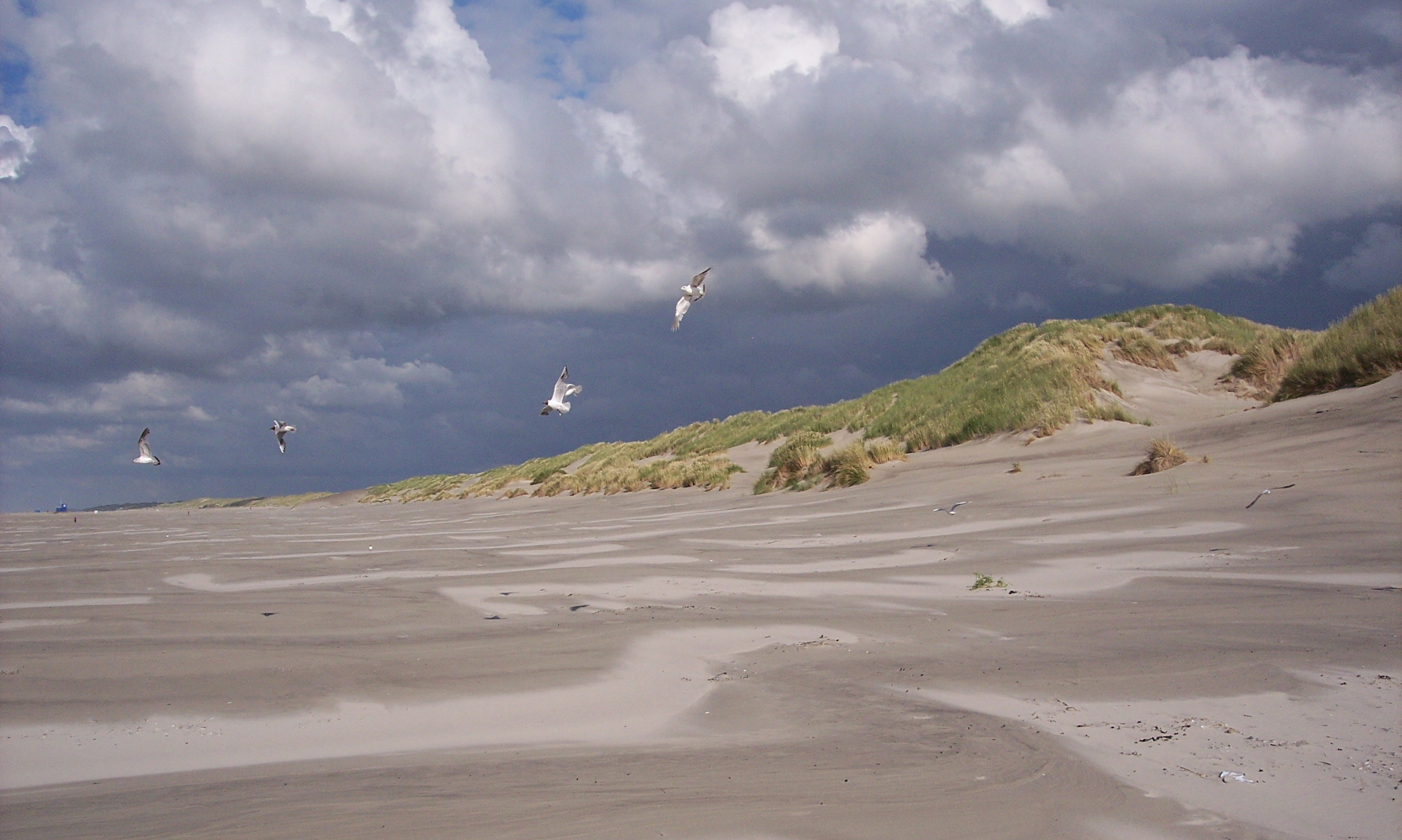
Дюны на Терсхеллинге
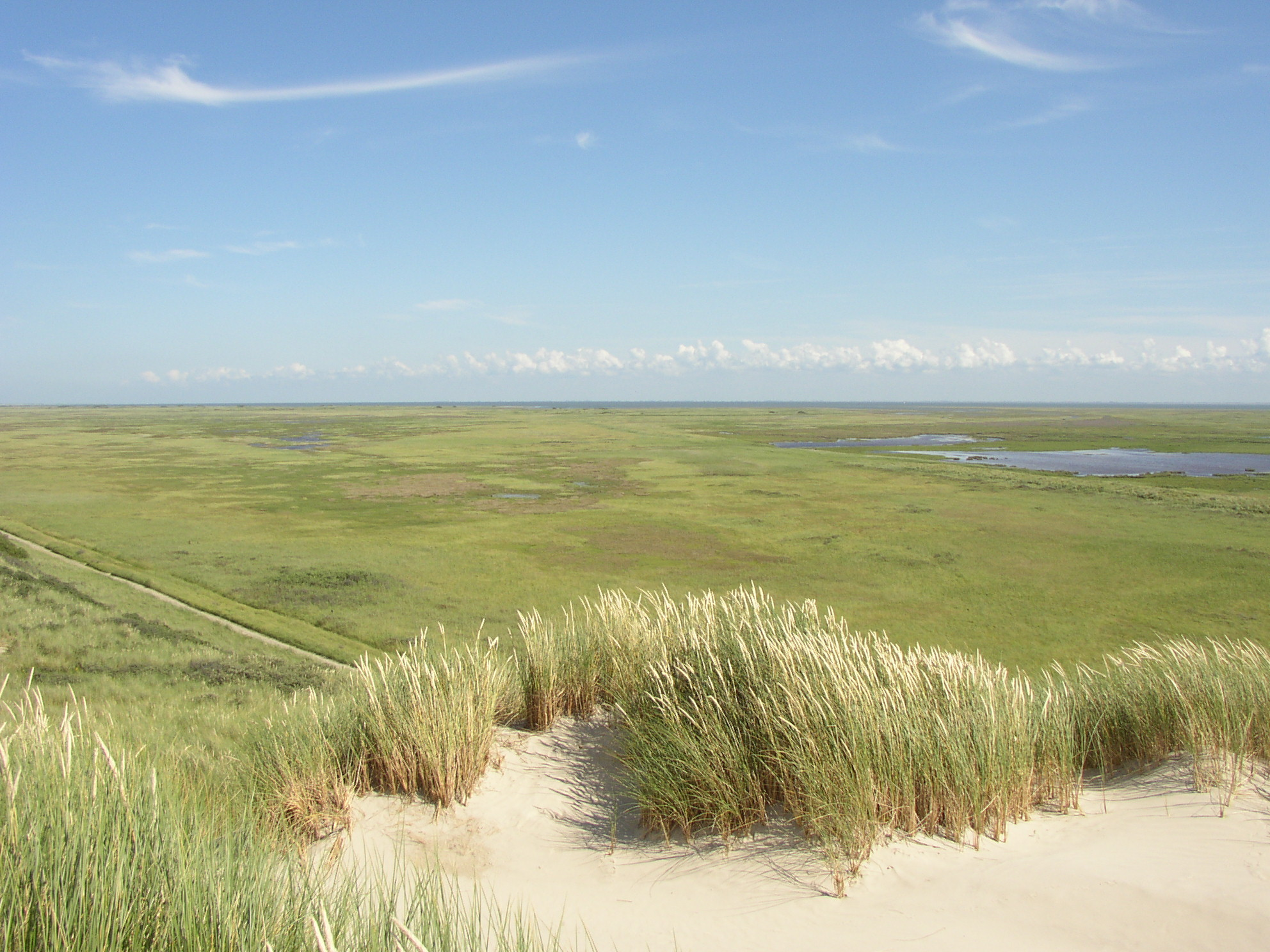
Природа Терсхеллинга
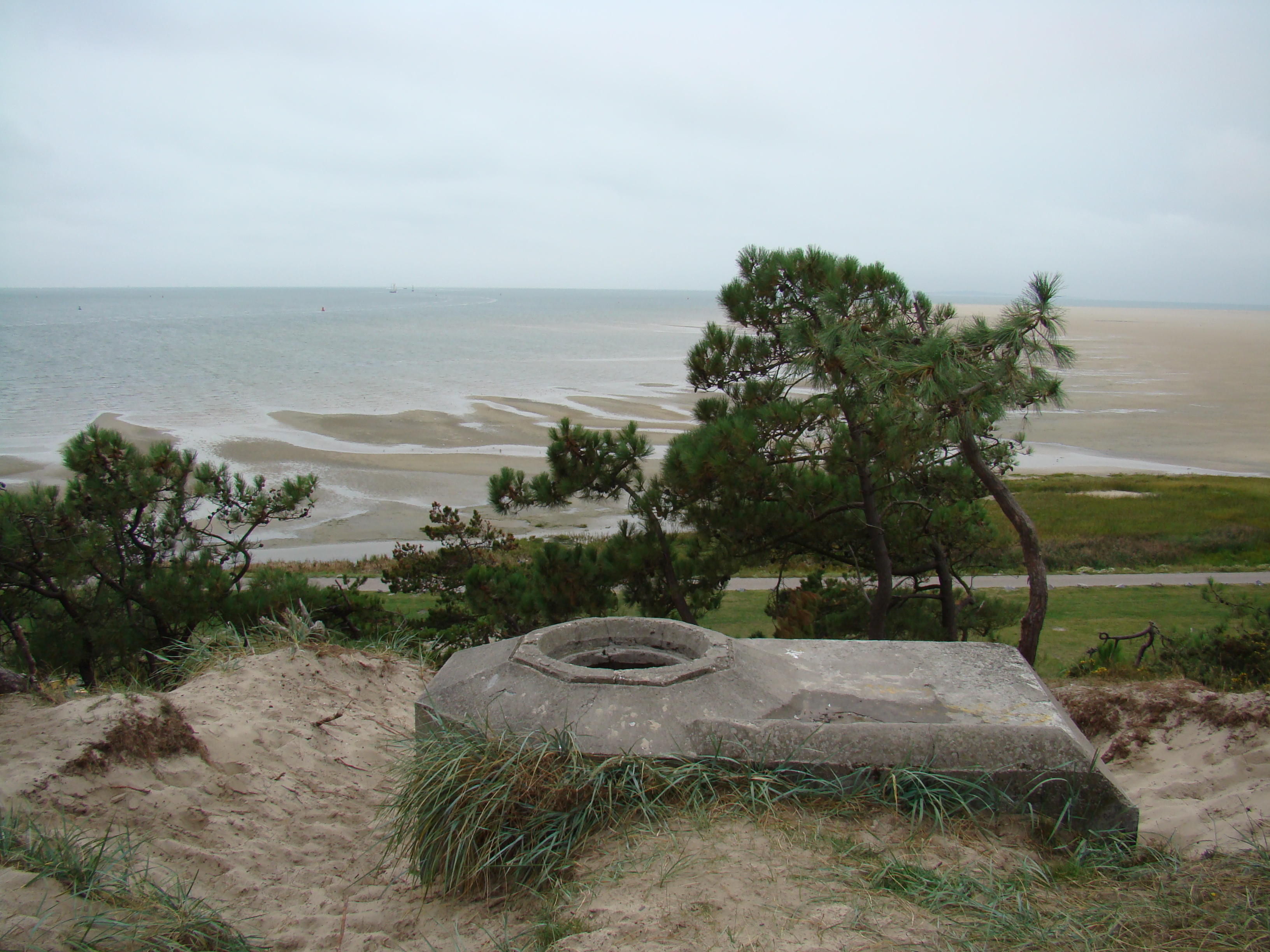
Во время отлива
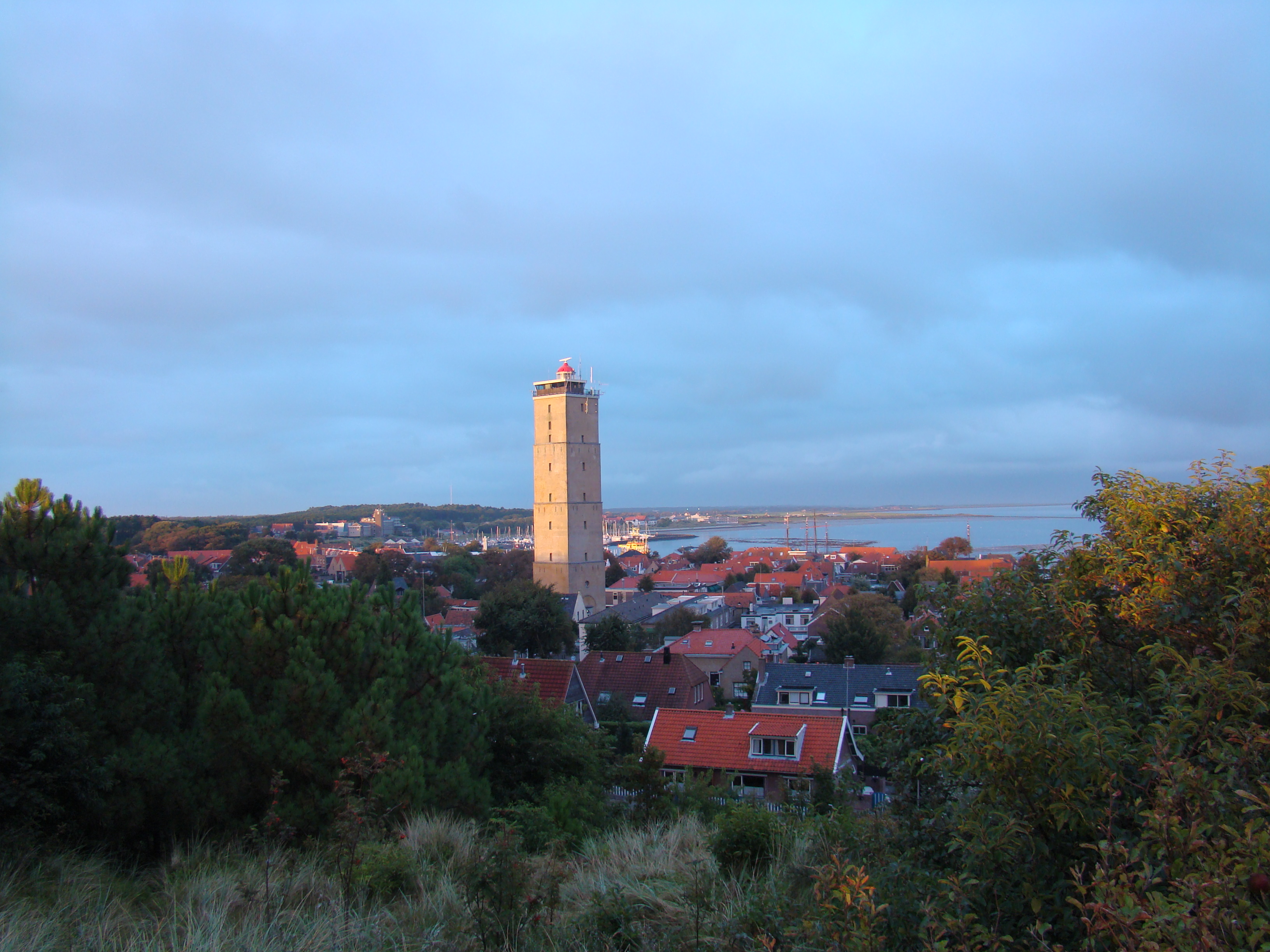
В деревне
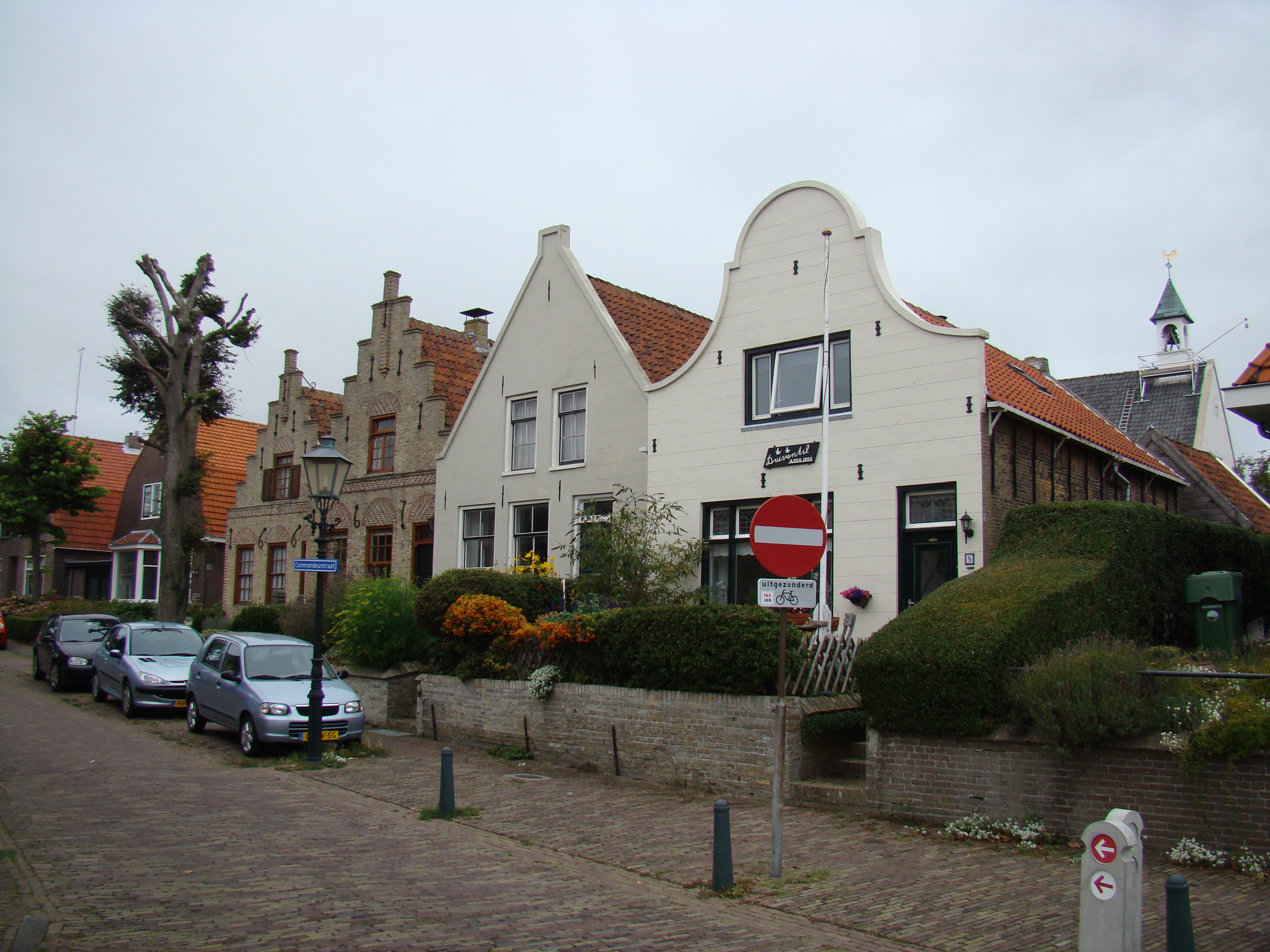
В деревне
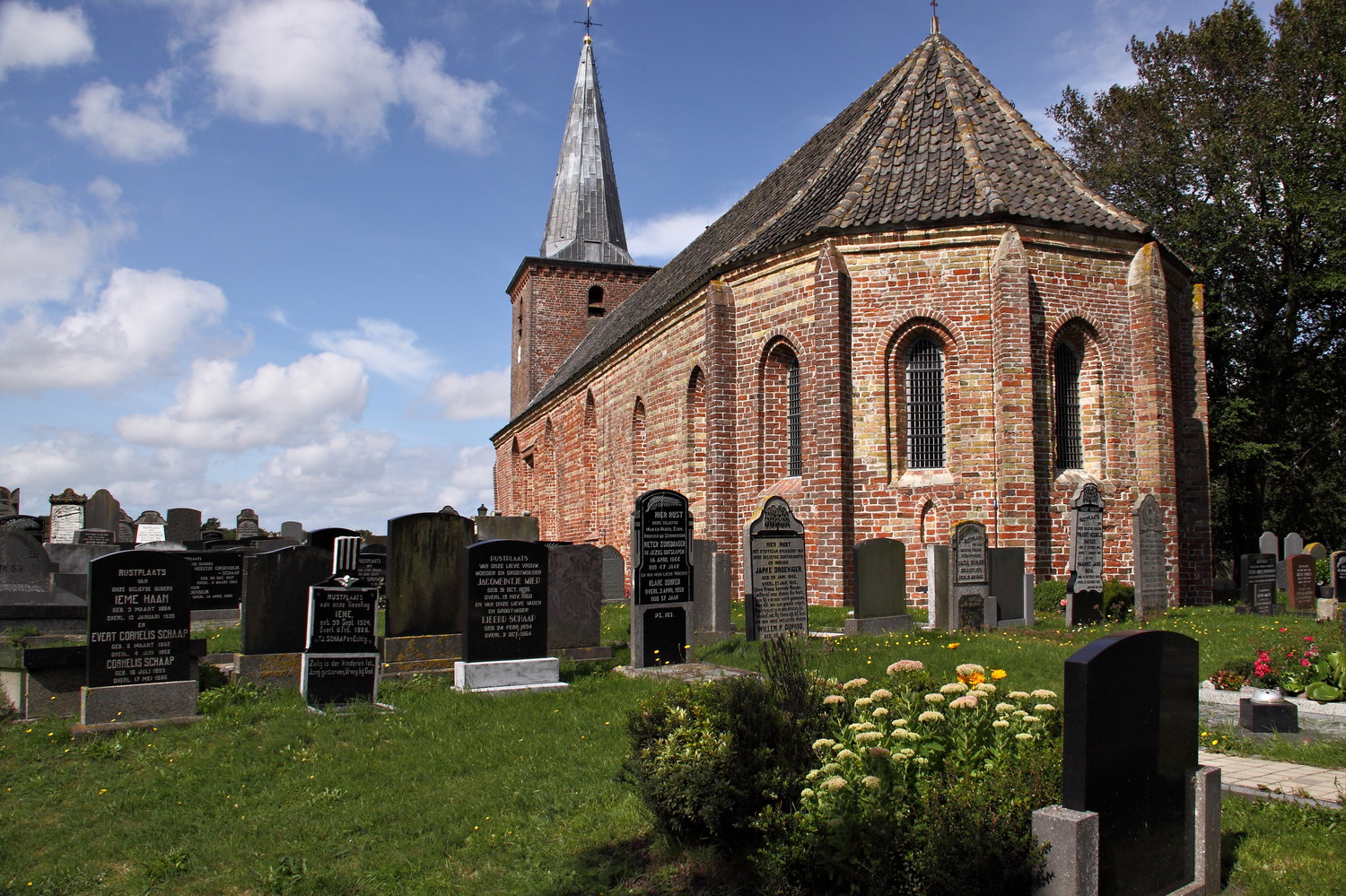
Старейшая на острове церковь
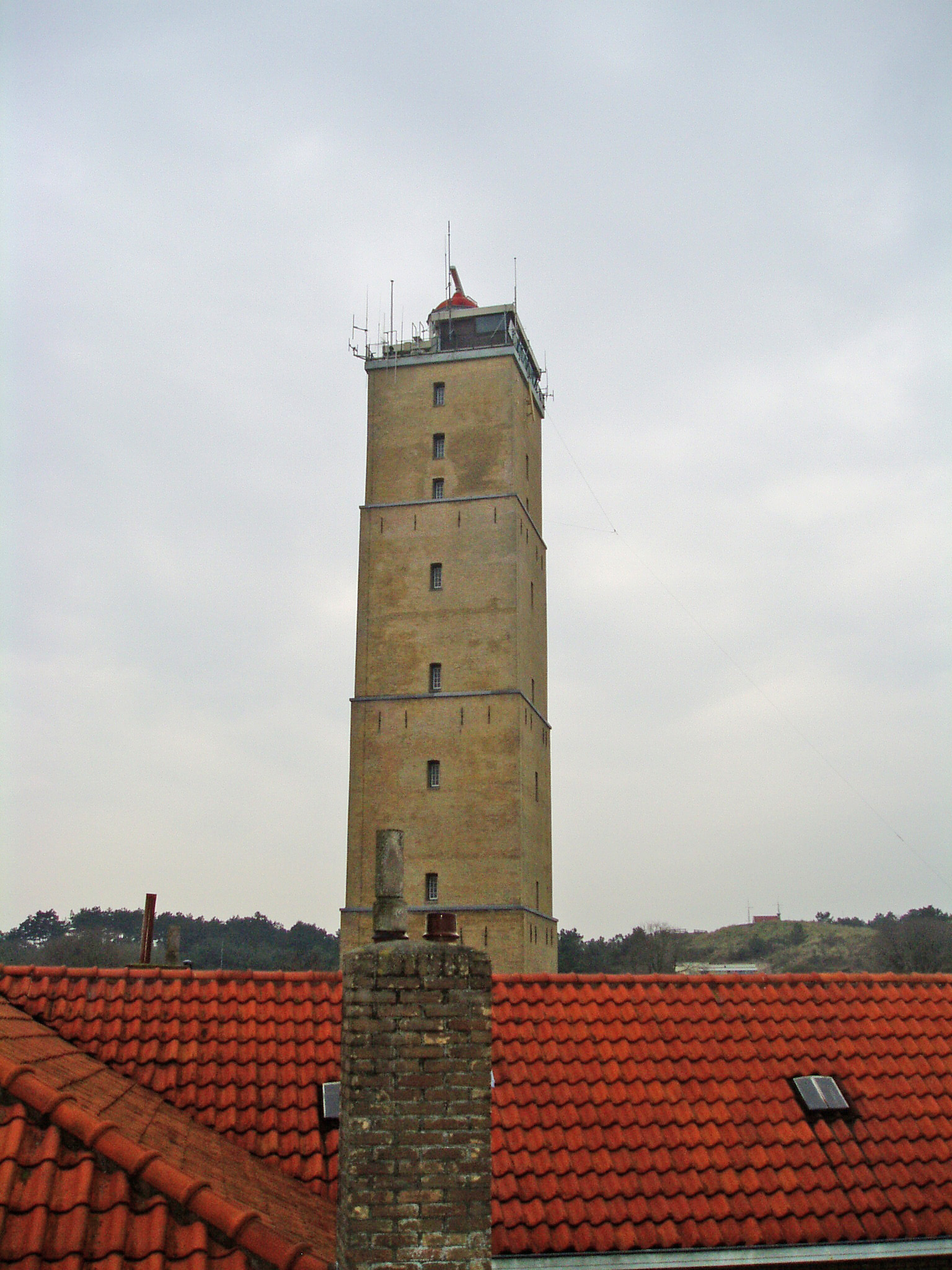
Маяк Святого Брендана на острове